# 미미스 파파이오안누
디미트리스 "미미스" 파파이오안누(그리스어: Δημήτρης "Μίμης" Παπαϊωάννου, 1942년 8월 23일 베리아 3월 15일 2023~)는 AEK의 전 스타 선수이다. 그는 1942년에 베리아에서 출생하여 이마티아 현 네아 니코메디아 (현재 베리아로 편입)를 연고로 하는 네아 게네아에서 데뷔하였다. 그는 1962-63 시즌에 140,000 드라크마의 가격에 AEK에 합류하였다. 파파이우안누는 AEK에 제2차 세계 대전 이후의 첫 우승을 견인하며 즉시 성공을 가져다 주었고, 파나티나이코스와의 그 시즌 결선 플레이오프에서 두 골을 넣었다. 그는 코스타스 네스토리디스와 더불어 AEK의 역사상 최고의 공격 듀오를 이루었으며, 팬들의 높은 지지를 받았다.
이어지는 시기동안, 그는 당시까지 5년 연속으로 득점왕을 차지한 코스타스 네스토리디스에 뒤를 이어 득점왕을 차지하였다. 파파이오안누는 AEK가 1967-68 시즌, 1970-71 시즌, 1977-78 시즌, 그리고 1978-79 시즌에 알파 에트니키 우승을 도왔다. 1980년, 파파이오안누는 그리스를 떠나 뉴욕 팬사이프리언-프리덤스에서 선수겸 감독을 맡았다. 그는 클럽의 코스모폴리탄 사커 리그와 내셔널 챌린지 컵을 모두 우승하게 도왔고, 거의 불혹에 가까운 나이에도 불구하고 NASL 스카우터들의 관심을 불러모았다.
현역 은퇴 후, 파파이오안누는 케르키라 등의 팀에서 감독직을 시작하려 시도했으나 실패하였다. 그는 알파 에트니키에서 481경기에 출전해 234골을 득점하였는데, 이 기록은 나중에 팀동료 토마스 마브로스가 경신하였다. 그는 통계적으로 최고의 그리스 축구 선수가 되는 영예를 안았다. 파파이오안누는 그리스 국가대표팀 경기에 61번 출전해 21골을 넣었다. 현역 시절 다수의 선수들이 그의 영입을 시도했는데, 1960년대 중반에는 레알 마드리드가 그와의 접촉을 시도했다.

## 수상

### 클럽
AEK
- 알파 에트니키: 1962-63, 1967-68, 1970-71, 1977-78, 1978-79
- 그리스 컵: 1963-64, 1965-66, 1977-78

뉴욕 팬사이프리언-프리덤스
- 코스모폴리탄 사커 리그: 1980
- 내셔널 챌린지 컵: 1980

### 개인
- 알파 에트니키 득점왕: 1963-64, 1965-66
- 그리스 축구 세기의 선수